# Manfred Pointner

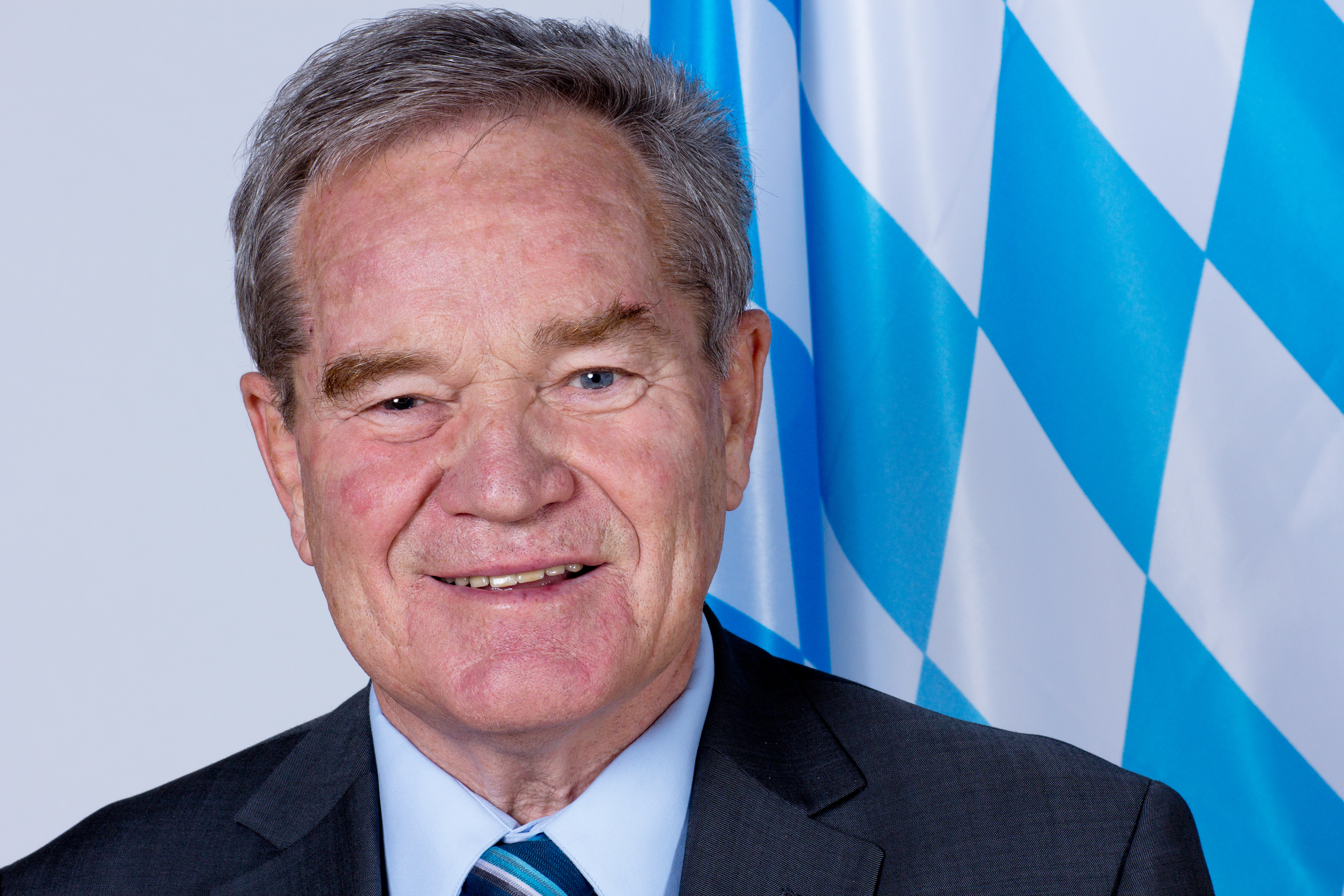
Manfred Pointner (2012)

Manfred Pointner (auch Mannfred Pointner; * 5. Februar 1943 in Franzheim; † 26. September 2023 in Erding) war ein bayerischer Politiker der Freien Wähler. Er war von 1996 bis 2008 Landrat von Freising und von 2008 bis 2013 Landtagsabgeordneter.

## Leben
Pointner besuchte von 1949 bis 1955 Volksschule Franzheim und von 1955 bis 1964 das Domgymnasium Freising. Nach dem Wehrdienst absolvierte er 1966 bis 1970 ein Jurastudium. 1970 war er ab 1973 Referendar und ab 1974 bis 1990 juristischer Staatsbeamter bei der Regierung von Oberbayern und beim Landratsamt Freising.
Er begann seine politische Karriere 1984 als Bürgermeister der Gemeinde Hallbergmoos und war dort bis 1990 im Amt. Die Amtszeit Pointners war besonders durch die Auseinandersetzung mit dem Bau des Flughafens München gekennzeichnet.
Im Jahr 1996 trat er für die Parteienfreien Wähler als Landratskandidat an. Bis 2008 war Manfred Pointner Landrat des oberbayerischen Landkreises Freising. Seit seinem Amtsantritt als Landrat setzte er sich insbesondere für die Generalsanierung des Kreiskrankenhauses und den Bau eines Förderschulzentrums ein. Er beschäftigte sich weiterhin kritisch mit dem Flughafen München, unter anderem als Vorsitzender der Fluglärmkommission. Sein Nachfolger als Landrat wurde am 1. Mai 2008 Michael Schwaiger (Freie Wähler).
Von 2003 bis 2008 war er als Mitglied des Bezirkstags von Oberbayern in verschiedenen Funktionen tätig, so im Ausschuss für Bau, Umwelt und Wasserwirtschaft, im Personalausschuss und als Vertreter des Bezirks in der Verbandsversammlung im Verband der bayerischen Bezirke.
Zur Landtagswahl 2008 trat er mit dem Ziel der Verhinderung der dritten Startbahn am Flughafen München an.
Pointer war verheiratet und hatte vier Kinder.

## Funktionen
Pointer war von 1996 bis 2008 für die Freien Wähler Landrat des oberbayrischen Landkreises Freising.
Nach dem altersbedingten Ausscheiden aus dem Landratsamt Freising kandidierte er für die Freien Wähler Bayern bei der Landtagswahl 2008 und wurde über den Stimmkreis Freising der Bezirksliste Oberbayern in den Bayerischen Landtag gewählt. Er war Mitglied des Ausschusses für Staatshaushalt und Finanzfragen und des Parlamentarischen Kontrollgremiums des bayerischen Landtages sowie finanzpolitischer Sprecher der Landtagsfraktion der Freien Wähler. Bei der Landtagswahl 2013 trat er nicht mehr an.
Anfang Dezember 2014 wurde er zum Vorsitzenden der Schutzgemeinschaft Erding-Nord, Freising und Umgebung gewählt, womit er die Nachfolge Michael Schwaigers antrat, der nach neun Jahren Amtszeit nicht mehr kandidierte. 2022 trat Pointner aus Altersgründen nicht mehr zur Wiederwahl an.

## Auszeichnungen
Auf Vorschlag von Ministerpräsident Edmund Stoiber hat Bundespräsident Johannes Rau Manfred Pointner im Jahre 2002 mit dem Verdienstkreuz am Bande des Verdienstordens der Bundesrepublik Deutschland ausgezeichnet.
Die Bayerische Verfassungsmedaille in Silber wurde ihm durch Landtagspräsidentin Barbara Stamm am 1. Dezember 2014 verliehen.